# Max Sailer

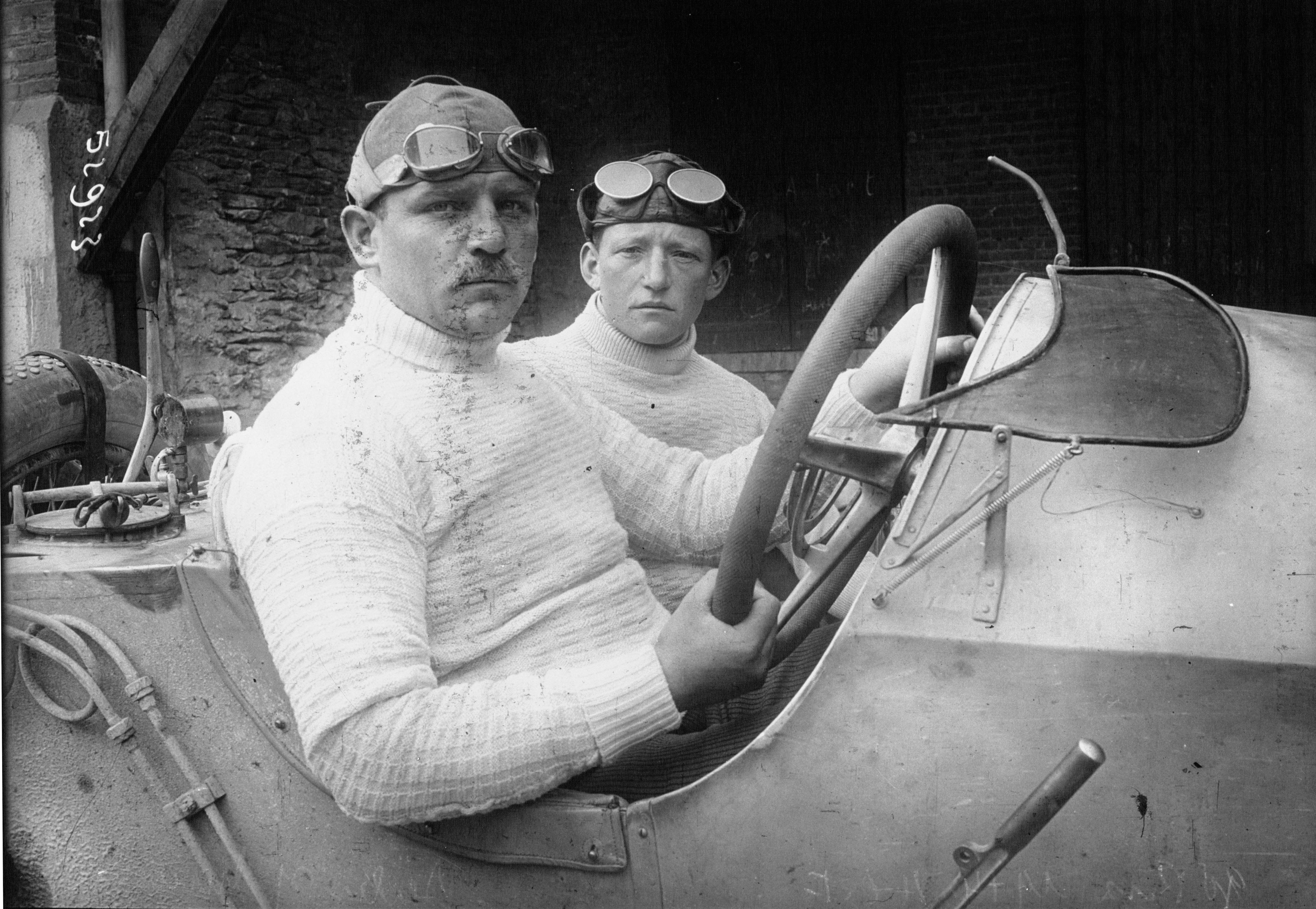
Max Sailer podczas Grand Prix Francji (1914)

Max Sailer (ur. 20 grudnia 1882 roku w Esslingen am Neckar, zm. 5 lutego 1964 roku w Esslingen am Neckar) – niemiecki kierowca wyścigowy.

## Kariera
Od 1902 roku z przerwami Sailer pełnił funkcję inżyniera w fabryce Daimler-Motoren-Gesellschaft. W 1914 roku był członkiem słynnego zespołu Mercedesa. W wyścigu o Grand Prix Francji 1914 prowadził przez ponad dwie godziny. Jednak awarii uległ jego silnik. Po I wojnie światowej, w 1921 roku stanął na drugim stopniu podium wyścigu Targa Florio oraz odniósł zwycięstwo ww swojej klasie. Rok później w tym samym wyścigu był szósty, a w swojej klasie ponownie najlepszy. W 1923 Mercedes po raz pierwszy wziął udział w słynnym wyścigu Indianapolis 500. W kwalifikacjach Niemiec był dwudziesty, a wyścig ukończył na ósmej pozycji.
Po zakończeniu kariery został dyrektorem technicznym Daimler-Benz AG. Do 1942 roku kierował projektowaniem i rozwojem pojazdów, także wyścigowych.